# アレクサンダル・ヘモン
アレクサンダル・ヘモン（英: Aleksandar Hemon、セルビア語: Александар Xeмoн、1964年9月9日 - ）は、ボスニア出身のアメリカ合衆国の小説家、脚本家。

## 人物・来歴
ユーゴスラヴィアのボスニア・ヘルツェゴヴィナのサラエボに生まれる。父親はウクライナ系、母親はセルビア系。サラエボ大学を卒業。ラジオや雑誌の仕事をする。1992年にアメリカ合衆国文化交流プログラムで渡るが、その間サラエボがセルビア人によって包囲され帰国できなくなる。そのためシカゴに住み、英語で文芸作品を発表するようになる。2002年『ノーホエア・マン』で亡命者としての存在を描き「現代のナボコフ」と呼ばれて賞賛された。
2008年に刊行された長編第2作 The Lazarus Project は全米図書賞ほか数々の文学賞の候補になった。2015年には長編第3作 The Making of Zombie Wars を刊行している。
2021年の映画『マトリックス レザレクションズ』で共同脚本を務めている。

## 日本語訳
- 『ノーホエア・マン』岩本正恵訳、白水社、2004年
- 『愛と障害』岩本正恵 訳、白水社、エクス・リブリス、2014年
- 『私の人生の本』秋草俊一郎訳、松籟社、東欧の想像力、2021年
- 『ブルーノの問題』柴田元幸・秋草俊一郎訳、書肆侃侃房 、2023年